# Planohedbergella
Planohedbergella es un género de foraminífero planctónico de la subfamilia Hedbergellinae, de la familia Hedbergellidae, de la superfamilia Rotaliporoidea, del suborden Globigerinina y del orden Globigerinida. Su especie tipo era Planomalina ehrenbergi. Su rango cronoestratigráfico abarcaba desde el Cenomaniense hasta el Maastrichtiense (Cretácico superior).

## Descripción
Planohedbergella incluía especies con conchas inicialmente trocoespiraladas y finalmente planiespiraladas, y de forma discoidal-globular; sus cámaras eran globulares o ligeramente comprimidas, creciendo en tamaño de forma gradual; sus suturas intercamerales eran rectas e incididas; su contorno era redondeando o subpoligonal, y lobulado; su periferia era redondeada; su ombligo era estrecho; su abertura era interiomarginal, ecuatorial, en forma de arco bajo y amplio, y bordeada por un pórtico, el cual se fusionaba en ambos lados umbilicales con los pórticos de las aberturas de las cámaras precedente, que quedaban como aberturas accesorias; presentaba pared calcítica hialina, macroperforada, con la superficie densamente pustulada (muricada).

## Discusión
Algunos autores han considerado que Planohedbergella fue pobremente definido, y podría ser sinónimo subjetivo posterior de Hedbergella. Dos de las grandes diferencias propuestas eran su superficie muricada y la presencia de aberturas accesorias. No obstante, según otros autores, su especie tipo presenta poros en túmulo, por lo que la descripción de su superficie de pared parece coincidir con la de Hedbergella; además, no presenta realmente aberturas accesorias. La otra gran diferencia de Planohedbergella es su estadio inicial planiespiralado, característica que permite seguir considerándolo como taxón válido. Clasificaciones posteriores han incluido Planohedbergella en la superfamilia Globigerinoidea. Otras clasificaciones lo han incluido en la subfamilia Brittonellinae.

## Paleoecología
Planohedbergella, como Hedbergella, incluía especies con un modo de vida planctónico, de distribución latitudinal cosmopolita, y habitantes pelágicos de aguas superficiales (medio epipelágico y nerítico externo).

## Clasificación
Planohedbergella incluye a la siguiente especie:
- Planohedbergella ehrenbergi †